# Rezervația de orbeți de la Apahida
Rezervația de orbeți de la Apahida este o arie protejată de interes național ce corespunde categoriei a IV-a IUCN (rezervație naturală de tip faunistic), situată în județul Cluj, pe teritoriul administrativ al  municipiului Cluj Napoca.

## Localizare
Aria naturală se află în partea centrală a județului Cluj, pe teritoriul vestic al comunei Apahida și cel estic al municipiului Cluj Napoca, la confluența Someșului Mic cu Valea Fânațelor, pe Dealul Tigla, în apropierea drumului național DN1N.

## Descriere
Rezervația naturală a fost declarată arie protejată prin Hotărârea de Guvern nr. 1143 din 2007 (privind instituirea de noi arii naturale protejate), publicată în Monitorul Oficial nr. 691 din 11 octombrie 2007 și se întinde pe o suprafață de 31,11 hectare
Aria naturală reprezintă o zonă de pășune (acoperită cu tufărișuri) cu rol de protecție pentru o populație orbeți (Nannospalax leucodon). Orbetele este un mamifer dintr-o specie rară (Spalax leucodon - ssp. Nannospalax leucodon), rozător (aflat pe Lista roșie a IUCN) din familia Spalacidae.

## Atracții turistice
În vecinătatea rezervației naturale se află mai multe obiective de interes turistic (lăcașuri de cult, monumente istorice, zone naturale, situri arheologice, muzee), astfel:

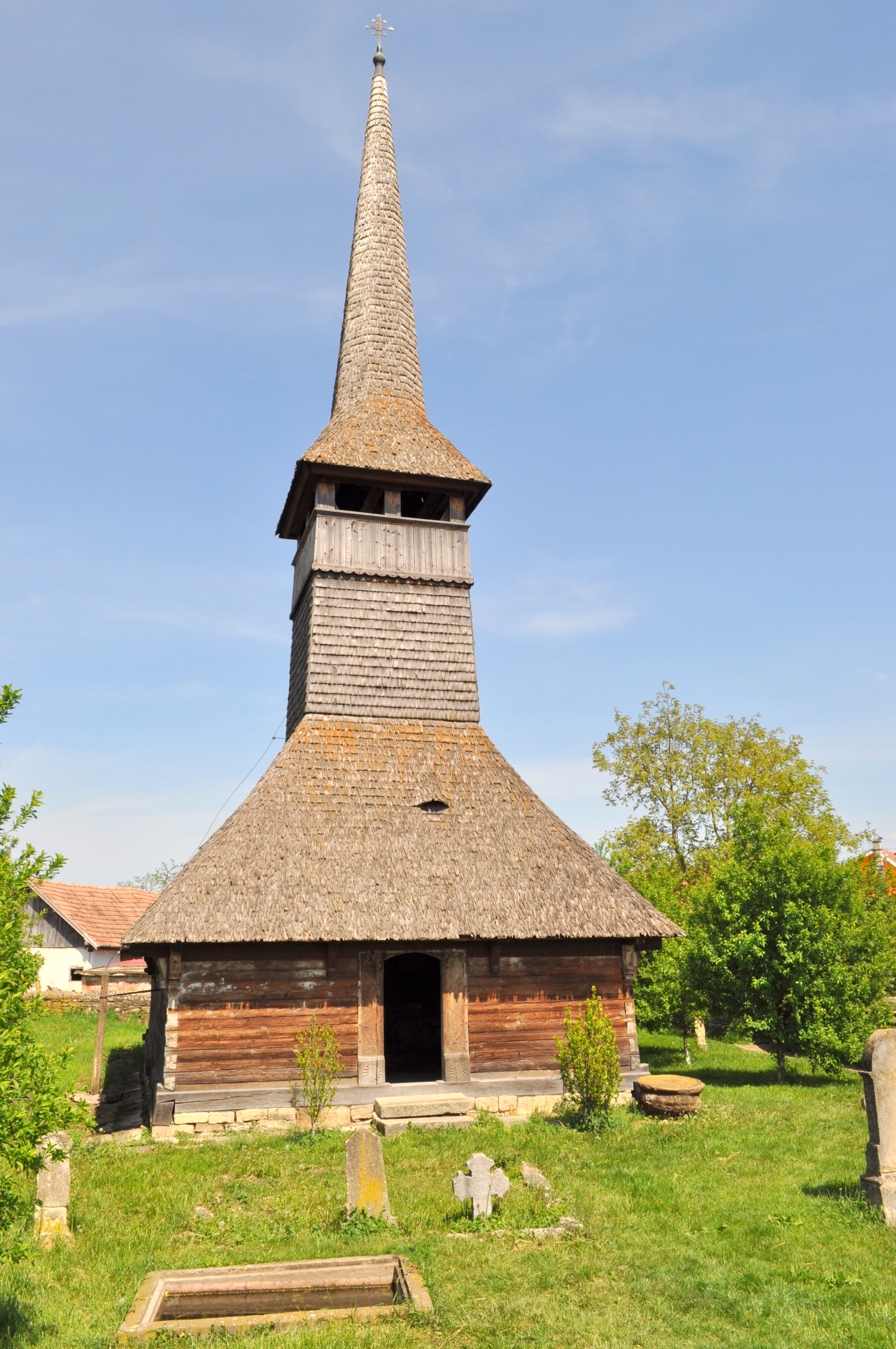
Biserica de lemn din Apahida

- Biserica de lemn din Apahida (construcție 1806)[6]. Biserica are hramul „Sfinții Arhangheli Mihail și Gavriil” și se află pe noua listă a monumentelor istorice
- Biserica cu Cocoș din Cluj
- Biserica Evanghelică din Cluj
- Biserica Ortodoxă Sf. Treime din Cluj
- Biserica Reformată din Cluj-Orașul de Jos
- Catedrala Ortodoxă a Vadului, Feleacului și Clujului
- Biserica Sf. Petru din Cluj
- Biserica Sfântul Mihail din Cluj
- Biserica Bob din Cluj
- Biserica Reformată de pe Ulița Lupilor
- Catedrala Schimbarea la Față din Cluj
- Bastionul Croitorilor din Cluj
- Muzeul și Parcul Etnografic din Cluj-Napoca
- Muzeul Etnografic al Transilvaniei din Cluj Napoca
- Aria naturală Fânațele Clujului (2,50 ha), rezervație naturală de tip botanic) ce adăpostește vegetație specifică zonelor din Asia și Europa răsăriteană.
- Rezervația naturală Făgetul Clujului, arie protejată de interes floristic, faunistic  și peisagistic (10 ha)
- Situl arheologic „După deal, la tău” de la Apahida